# Лифшиц, Михаил Валерьевич
Михаил Валерьевич Лифшиц (род. 4 мая 1963, Москва) — российский инженер, пилот и коллекционер. Председатель Совета директоров и совладелец компании «Уральский турбинный завод». Заслуженный машиностроитель Российской Федерации.

## Биография
Родился 4 мая 1963 года в Москве.
Окончил Московский государственный технический университет имени Н. Э. Баумана, а затем — Калужское авиационное лётно-техническое училище.

### Карьера
С 1991 по 1994 год — директор по маркетингу Ассоциации внешнеэкономического сотрудничества малых и средних предприятий СССР.
В 1991 году основал группу компаний «Global Edge» и до 2009 года был её президентом. Global Edge занимается производством промышленного режущего и шлифовального инструмента, комплектными поставками технологического оборудования для предприятий деревообрабатывающей отрасли. К 2008 году компанией было создано 45 тысяч новых рабочих мест на почти 4500 деревообрабатывающих предприятиях по всей стране.
В 2000 году основал завод абразивного инструмента «Корунд» (входит в «Global Edge»), производящий абразивный инструмент на гибкой основе в результате трансфера технологии международной компании Saint-Gobain.
В 2009 году стал директором по развитию высокотехнологичных активов группы компаний «Ренова».
С 2010 по 2015 год — генеральный директор АО «РОТЕК», с ноября 2015 года по май 2024 года — председатель Совета директоров. На 2018 год владел 31 % акций. Михаил Лифшиц руководил проектированием и строительством производственного центра по выпуску турбинных лопаток из заготовок и восстановлению деталей горячего тракта энергетических газовых турбин большой мощности (2016 год). Под его руководством РОТЕК стал первым независимым игроком на рынке сервиса энергетических газовых турбин, заняв долю до 20 %. Лифшиц также создал первое в России производство сотовых материалов и конструкций для авиационных двигателей, турбин и компрессоров. Компания стала седьмой в мире, обладающей собственной технологией их выпуска.
Председатель совета директоров компании ТЭЭМП, производящей суперконденсаторы, аккумуляторы и системы накопления энергии по собственной запатентованной технологии.
Руководил авторским коллективом, создавшим программно-аппаратный комплекс предиктивной диагностики «ПРАНА», IIoT-решения, позволяющего выявить дефекты производственного оборудования до того, как они повлияют на его работоспособность.
С 2011 года — совладелец и председатель Совета директоров Уральского турбинного завода.
С 2016 года — член Совета директоров компании «Хевел». Руководил проектом модернизации завода с внедрением новой технологии производства солнечных модулей на основе гетероперехода HJT. Переход на новую технологическую базу позволил заводу на 50 % обеспечить потребности российского рынка солнечной энергетики и войти в тройку мировых лидеров по эффективности продукции.
В 2019 году был избран председателем Российско-монгольского делового совета с российской стороны.
В 2021 году указом Президента Монголии Лифшиц был награжден Орденом «Полярная звезда» за проведение модернизации ключевой электростанции Монголии — Улан-Баторской ТЭЦ-4. За два года на электростанции было введено 4 энергоблока, мощность энергосистемы Монголии обновлена почти на 60 % (592 МВт)
Член Советов директоров компаний «Sulzer AG» (с 2015 года), «SOLID power S.p.a.», «Oerlikon AG» (2013—2015).
Автор 32 российских и зарубежных патентов в машиностроении.
О своей работе в качестве Председателя Совета директоров ООО «Технопарк «Сколково» предпочитает умалчивать. 

### Спортивная карьера
В 1979 году Михаил Лифшиц совершил первый самостоятельный вылет на планере БРО-11М. На 2021 год пилотирует спортивный самолет Як-18Т, Cessna 172, учебно-боевой Aero L-39 Albatros, двухмоторный пассажирский Let L-410 Turbolet, вертолет Robinson 44. Имеет в собственности Як-18Т.
Мастер спорта по авиаралли. С 1997 по 2003 год был членом сборной России по авиаспорту.
Является одним из основателей аэроклуба «КВС».
В 1999 году участвовал в чемпионате мира по авиаралли, заняв вместе со штурманом Дмитрием Сухаревым 19 место в общем зачёте.
В 2002 году был награждён золотой медалью ФАИ «The FAI Air Sport Medal».
В 2003 году участвовал в чемпионате мира по авиаралли, где в паре с Дмитрием Сухаревым занял третье место во втором навигационном соревновании и 16 место в общем зачёте.

### Личная жизнь
Женат, есть две дочери и сын.
Коллекционирует короткоклинковое холодное оружие, в его коллекции около 500 единиц, в том числе уникальные экземпляры, такие как скифский акинак V века до н. э.
В 2013 году состоялась фотовыставка Михаила Лифшица «Sky&Soul: The world to open».
Весной 2018 года провел персональную выставку «ГеоГрафика» в Центре фотографии имени братьев Люмьер.

## Награды
- Золотая медаль ФАИ «The FAI Air Sport Medal» (2002)
- «Предприниматель года» по версии Ernst & Young (2005 и 2009[32])[46]
- Знак Губернатора Московской области «За полезное»[47]
- Орден II степени Риздво Христово[48]
- Почетный энергетик Монголии (2015)[2][49]
- Почётный машиностроитель (2017)[22].
- Заслуженный машиностроитель Российской Федерации (2019)[2][50]
- Орден Полярной звезды (Монголия)[25]
- Благодарность Президента РФ за большой вклад в развитие топливно-энергетического комплекса (2021)[51]
- Почётная грамота Президента РФ за трудовые успехи (2021)[52]
- Знак преподобного Сергия Радонежского за значительный вклад в развитие Московской области в качестве основателя завода «Корунд» (2022)[53]
- Орден Дружбы (2025)[54]